# Christian (cantante)
Gaetano Cristiano Vincenzo Rossi (8 de septiembre de 1949), más conocido como Christian, es un cantante italiano, principalmente exitoso en la primera mitad de la década de 1980.

## Biografía
Nacido en Palermo, hijo de un policía y una ama de casa, a temprana edad Rossi fue jugador de fútbol para Palermo y Mantova FC, pero tuvo que renunciar por una arritmia cardíaca. Comenzó su carrera como cantante a principios de la década de 1970, y obtuvo su primer éxito en 1980, con la canción "Daniela", que ocupó el séptimo lugar en el hit parade italiano. A menudo fue comparado con Julio Iglesias, con quien compartió algunos autores y un estilo musical similar. Entre 1982 y 1984, Christian colocó cuatro sencillos en el primer lugar del hit parade italiano.  Entre 1982 y 1990 participó en el Festival de la Canción de San Remo, ocupando el tercer lugar en 1984 con la canción "Cara".
Rossi se casó con la cantante Dora Moroni en 1987. La pareja se divorció en 1997. Tuvieron un hijo, Alfredo. 

## Discografía

### Álbumes
- 1977 - Piccola incosciente
- 1982 - Un'altra vita un altro amore
- 1983 - Christian
- 1984 - Cara
- 1985 - Sere
- 1986 - Insieme
- 1987 - Quando l'amore...
- 1988 - Guardando il cielo
- 1990 - Se non è amore...deve essere amore
- 1990 - Canzoni di Natale
- 1991 - L'amore è una cosa meravigliosa
- 1992 - Un cielo in più ed altri successi
- 1993 - Christian 1993
- 1995 - Parlami
- 1996 - Angeli senza paradiso
- 2000 - Cuore in viaggio
- 2004 - Finalmente l'alba
- 2007 - Per amore
- 2011 - Cara mamma
- 2015 - Christian The Best of

### Sencillos
- 1967: Ti voglio tanto bene - Hai ragione tu
- 1967: L'amore di una sola estate - Tutto finirà
- 1968: Ora sei con me - C'è tanto mare
- 1968: Tutte meno te - Una così così
- 1969: Oro e argento - Tra di noi
- 1970: Amore vero amore amaro - Sayonara
- 1971: Firmamento - Amo
- 1972: Come mai - Dai vieni con noi
- 1974: Giochi d'amore - Sole nero
- 1975: Sto con lei - Dormici sopra (Spark, SR 828)
- 1976: Dolce donna - Non so dir ti voglio bene
- 1976: Piccola Incosciente - Ma ci pensi tu
- 1977: Che sventola - Non dimenticar (Spark, SR 853)
- 1978: Parlami di lei - Colpo d'amore
- 1979: Santa Caterina - Vangelo
- 1980: Adesso amiamoci - Scusa
- 1980: Daniela - Non voglio perderti
- 1982: Un'altra vita un altro amore - Com'eri bella tu
- 1983: Abbracciami amore mio - Volare via
- 1983: Nostalgia - Solo tu
- 1984: Cara - Un giorno in più
- 1984: Se te ne vai - Solo tu
- 1985: Notte serena - Fra poco il sole è là
- 1985: Insieme - Calypso melody
- 1987: Aria e musica - Noi non cambieremo mai
- 1987: Quando l'amore se ne va
- 1988: Rimini - Rimini (versione strumentale)
- 1989: Bikini - E vola via l'età
- 1990: Amore - Una speranza
- 2016: Siamo solo uomini